# Sil·logisme categòric

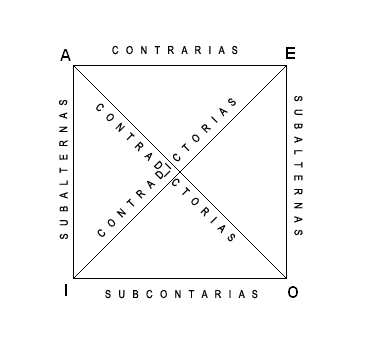
El quadre d'oposició dels judicis mostra les relacions entre els quatre tipus de proposicions categòriques.

Un sil·logisme categòric o sil·logisme clàssic és un sil·logisme compost per exactament tres proposicions categòriques (dues premises i una conclusió). Una proposició és categòrica quan té una de les quatre formes següents:
- Universal afirmativa (proposicions-A): Tot S és P
- Universal negativa (proposicions-E): Cap S és P
- Particular afirmativa (proposicions-I): Alguns S són P
- Particular negativa (proposicions-O): Alguns S no són P

Per exemple, el següent argument és un sil·logisme categòric:
| 1. Tots els gats són animals. 2. Alguns gats són negres. 3. Per tant, alguns animals són negres. | 1. Tot M és S 2. Alguns M són P 3. Per tant, alguns S són P |

Un sil·logisme és un argument deductiu en el qual s'infereix una conclusió a partir de dues premisses. Un sil·logisme categòric és un argument deductiu consistent en tres proposicions categòriques que contenen exactament tres termes, cada un dels quals només apareix en dues de les proposicions que el constitueixen. Dues de les proposicions reben el nom de premisses i l'altra es diu conclusió. Forma estàndard d'un sil·logisme categòric Es diu que un sil·logisme categòric està en forma estàndard quan satisfà les següents condicions:
Les premisses i conclusió són proposicions categòriques que conserven el següent ordre:
1. la premissa major s'enuncia primer, després
2. la premissa menor i
3. al final la conclusió. La conclusió d'un sil·logisme de forma estàndard és una proposició de manera estàndard que conté dos dels tres termes del sil·logisme.
4. La premissa més gran és la que conté el terme major i aquest és el que apareix com predicat de la conclusió.
5. La premissa menor és la que conté el terme més petit, que és el corresponent al subjecte de la conclusió.
6. Els termes major i menor apareixen, cada un, en una premissa diferent.

## Exemple 1
Donades les premisses:
Cap heroi és covard
Alguns soldats són covards
I la conclusió: per tant, alguns soldats no són herois
Es pot observar clarament que l'argument deductiu és un sil·logisme categòric perquè consisteix en tres proposicions categòriques (dues premisses i una conclusió) que contenen exactament tres termes (heroi, covard i soldat). Per saber si el sil·logisme categòric està en forma estàndard, cal identificar el terme més gran, el terme més petit, premissa major, premissa menor i analitzar la conclusió. En aquest cas el predicat de la conclusió és heroi, que constitueix el terme més gran i, per tant, la premissa major és: cap heroi és covard, el subjecte de la conclusió és soldat que és el terme més petit, per tant la premissa menor és: alguns soldats són covards, a més, la conclusió té dos dels tres termes del sil·logisme: soldats i herois, els termes major i menor apareixen, cada un, en una premissa diferent, per tant es pot establir que aquest és un exemple de sil·logisme categòric en forma estàndard, també apareix el terme covards el qual s'anomena de mitjana.

## Exemple 2
Tenint en compte el següent argument deductiu, identificar la conclusió, establir la naturalesa del sil·logisme i verificar si està en forma estàndard. Cap submarí nuclear és un vaixell comercial, així, cap vaixell de guerra és un vaixell comercial, ja que tots els submarins nuclears són vaixells de guerra.
Com l'argument deductiu està format per tres proposicions categòriques que contenen exactament els tres termes: submarí nuclear, vaixell comercial i vaixells de guerra, es pot afirmar que es tracta d'un sil·logisme categòric. La conclusió s'identifica com la proposició: cap vaixell de guerra és un vaixell comercial. I les premisses com les proposicions:
cap submarí nuclear és un vaixell comercial i tots els submarins nuclears són vaixells de guerra. El predicat de la conclusió és el terme vaixell comercial, el qual es constitueix en el terme més gran i, per tant, la premissa major és, cap submarí nuclear és un vaixell comercial.
El subjecte de la conclusió és vaixell de guerra, el qual es constitueix en el terme menor i, per tant, la premissa menor és, tots els submarins nuclears són vaixells de guerra. L'anàlisi anterior permet afirmar que és un sil·logisme categòric en forma estàndard el qual es pot escriure així: 
Premissa major: cap submarí nuclear és un vaixell comercial; 
Premissa menor: tots els submarins nuclears són vaixells de guerra; 
Conclusió: Per tant, cap vaixell de guerra és un vaixell comercial

## Exemple 3
Tenint en compte el següent argument deductiu, identificar la conclusió, establir la naturalesa del sil·logisme i verificar si està en forma estàndard. Tots els satèl·lits artificials són descobriments científics importants; per tant, alguns descobriments científics importants no són invents nord-americans, ja que alguns satèl·lits artificials no són nord-americans.
L'argument deductiu està format per tres proposicions categòriques que contenen els termes: satèl·lits artificials, descobriments científics, invents nord-americans, per la qual tant es pot afirmar que es tracta d'un sil·logisme categòric. Les premisses són:
Tots els satèl·lits artificials són descobriments científics, alguns satèl·lits artificials no són nord-americans. La conclusió és:
Alguns descobriments científics importants no són invents nord-americans. El predicat de la conclusió és el terme invent nord-americà, el qual es constitueix al terme major i per tant, la premissa major és, alguns satèl·lits artificials no són nord-americans.
El subjecte de la conclusió és descobriments científics, el qual es constitueix en el terme menor i, per tant, la premissa menor és, tots els satèl·lits artificials són descobriments científics.
Tenint en compte l'anàlisi anterior, es pot afirmar que és un sil·logisme categòric en forma estàndard, el qual es pot escriure així.
 Premissa major:  alguns satèl·lits artificials no són nord-americans  Premissa menor:  tots els satèl·lits artificials són descobriments científics
 Conclusió:  alguns descobriments científics no són invents nord-americans.